# Jeux d'Asie du Sud-Est de 1985
Navigation
Édition précédente Édition suivante
La treizième édition des Jeux d'Asie du Sud-Est s'est tenue du 8 au 17 décembre 1985 à Bangkok. C'est la quatrième fois que la capitale thaïlandaise accueille cet événement.

## Pays participants
La compétition a réuni des athlètes provenant de huit nations, les mêmes qu'en 1983. Brunei participe pour la première fois comme un État indépendant. Les seuls pays d'Asie du Sud-Est absents sont le Laos et le Viêt Nam.
La Thaïlande, pays hôte, termine en tête du tableau des médailles. Le Cambodge est la seule nation à ne remporter aucune médaille.
| Rang | Nation                            | Or | Argent | Bronze | Total |
| ---- | --------------------------------- | -- | ------ | ------ | ----- |
| 1.   | Thaïlande                         | 92 | 66     | 59     | 217   |
| 2.   | Indonésie                         | 62 | 73     | 76     | 211   |
| 3.   | Philippines                       | 43 | 54     | 32     | 129   |
| 4.   | Malaisie                          | 26 | 28     | 32     | 86    |
| 5.   | Singapour                         | 16 | 11     | 23     | 50    |
| 6.   | Birmanie                          | 13 | 19     | 34     | 66    |
| 7.   | Brunei                            | 0  | 0      | 3      | 3     |
| 8.   | République populaire du Kampuchéa | 0  | 0      | 0      | 0     |

## Sports représentés
18 sports sont représentés. Les changements par rapport à l'édition précédente sont l'absence de l'équitation et du hockey sur gazon ainsi que les retours et du cyclisme et de la gymnastique.
- Athlétisme
- Badminton
- Basket-ball
- Bowling
- Boxe
- Cyclisme
- Football
- Gymnastique
- Haltérophilie
- Judo
- Natation
- Sepak takraw
- Tennis
- Tennis de table
- Tir
- Tir à l'arc
- Voile
- Volley-ball